# Betta chini
Betta chini es una especie de pez de la familia Osphronemidae. habita en Malasia.